# Custos rotulorum
Custos rotulorum (al plurale: custodes rotulorum), letteralmente "custode dei rotoli", è il custode dei registri di una data contea inglese, ed è pertanto per virtù dell'officio affidatogli la massima carica civile della contea. La posizione è oggi puramente cerimoniale.
Le nomine sino al 1545 venivano affidate al lord cancelliere, ma tale potere è ora esercitato direttamente dalla Corona attraverso il Royal sign-manual, e l'incarico è solitamente ricoperto da una persona di rango, più frequentemente il lord luogotenente della contea stessa. Il custos rotulorum del Lancashire viene formalmente nominato dal cancelliere del Ducato di Lancaster e quello della contea di Durham veniva eletto dal Vescovo di Durham sino all'abolizione dei diritti palatini. Tradizionalmente il custos rotulorum era un giudice di pace.